# Бокроасан
Бокроасан (фр. Beaucroissant) насеље је и општина у источној Француској у региону Рона-Алпи, у департману Изер која припада префектури Гренобл.
По подацима из 2011. године у општини је живело 1.497 становника, а густина насељености је износила 133,9 становника/km². Општина се простире на површини од 11,18 km². Налази се на средњој надморској висини од 429 метара (максималној 753 m, а минималној 332 m).

## Демографија
| 1962. | 1968. | 1975. | 1982. | 1990. | 1999. | 2011. |
| ----- | ----- | ----- | ----- | ----- | ----- | ----- |
| 698   | 725   | 1.003 | 1.052 | 1.195 | 1.247 | 1.497 |

График промене броја становника у току последњих година